# Stepan Tymošenko
Stepan Prokopovyč Tymošenko (ukrajinsky Степан Прокопович Тимошенко, rusky Степан Прокофьевич Тимошенко – Stěpan Prokofjevič Timošenko; 10. prosincejul./ 22. prosince 1878greg., Špotivka, dnes Sumská oblast – 29. květen 1972, Wuppertal) byl ukrajinsko-americký strojař a technický mechanik. Věnoval se zejména problému pružnosti a pevnosti.

## Život a působení
Studoval střední školu v Romny (jeho spolužákem zde byl budoucí slavný fyzik Abram Ioffe). Vyšší vzdělání získal na petrohradské inženýrské škole (dnes Vysoká škola dopravní). Zde absolvoval roku 1901 a poté v letech 1901–1903 na této škole učil. V letech 1903–1906 působil na petrohradské technice (dnes Polytechnická univerzita), poté krátce na univerzitě v Göttingenu a roku 1906 byl pověřen řízením katedry pevnosti materiálů na technice v Kyjevě (dnes Národní technická univerzita Ukrajiny). V té době se zabýval zejména metodou konečných prvků a problémem ohybu (formuloval Timošenkovu teorii ohybu nosníku, která zpřesnila klasickou Bernoulliho–Navierovu teorii. Roku 1911 ovšem spolupodepsal protest proti ministru školství Kassovi a byl z Kyjevské univerzity propuštěn. Poté až do roku 1917 působil v Petrohradě, v Elektrotechnickém ústavu a v Železničním ústavu. V této době formuloval svou teorii pružnosti a publikoval důležité práce o nosnících.
Roku 1918 se vrátil do Kyjeva, kde spoluzakládal Ukrajinskou akademii věd. Během ruské občanské války, po dobytí Kyjeva bílými silami, emigroval do Jugoslávie. Pracoval zde v Záhřebském polytechnickém institutu. Roku 1922 přesídlil do Spojených států amerických. V letech 1923–1927 pracoval pro firmu Westinghouse, poté se stal profesorem na univerzitě v Michiganu. Roku 1936 byl jmenován profesorem na Stanfordově univerzitě. Roku 1957 American Society of Mechanical Engineers vytvořila ocenění nazvané Timošenkova medaile. Sám Tymošenko se stal jejím prvním nositelem. Jde o nejvyšší ocenění pro inženýry v oblasti strojírenství. Roku 1960 se přestěhoval do německého Wuppertalu, aby dožil u své dcery. Ve Wuppertalu i zemřel, pohřben je ale v Kalifornii, v Palo Alto.